# 27 km Jeleznoï Dorogui Montchegorsk-Olenia
27 km Jeleznoï Dorogui Montchegorsk-Olenia (en russe : 27 км железной дороги Мончегорск-Оленья) est une localité de l'okroug municipal de Montchegorsk de l'oblast de Mourmansk, en Russie arctique. Sa population s'élevait à 2 036 habitants au recensement de 2021.

## Géographie
Le village de 27 km Jeleznoï Dorogui Montchegorsk-Olenia se situe dans l'oblast de Mourmansk, un oblast de la Laponie, en Russie arctique, et il fait partie du district fédéral du Nord-Ouest. Le village fait partie de l'okroug municipal de Montchegorsk une subdivision de l'oblast.  
27 km Jeleznoï Dorogui Montchegorsk-Olenia, comme tout l'oblast de Mourmansk, est située dans le fuseau horaire MSK (heure de Moscou). Le décalage horaire appliqué par rapport au temps universel coordonné est +03:00.

## Démographie
Recensements (*) et estimations de la population,:
| 2002 * | 2010* | 2021* | - |
| ------ | ----- | ----- | - |
| 2 554  | 2 359 | 2 036 | - |

Concernant les ethnies, en 2002, sur les 2 554 habitants, il y avait 74 % de Russes.